# Mandalorianere
Mandalorianere (engelsk: Mandalorians er fiktive mennesker, der er tilknyttet planeten Mandalore i Star Wars-universet og franchise skabt af George Lucas. Deres mest særprægede kulturelle træk er deres udrustning herunder kamphjelm, brystpanser, håndledshandsker og ofte jetpakker, svarende til dem, der blev brugt af Boba Fett og hans far/klonskabelon, Jango Fett .
Mandalorianere blev først skabt som ide til Star Wars Episode V: Imperiet slår igen som en gruppe hvidpansrede "supercommandos ", men ideen udviklede sig til en enkelt dusørjægerkarakter, Boba Fett. Selvom Fett ikke blev identificeret som en Mandalorianer i filmen, inspirerede hans popularitet en omfattende undersøgelse af Mandalorians i fremtidige Star Wars-medier, herunder romaner, tegneserier, tv-serier og videospil . 
Star Wars Expanded Universe (nu officielt, Legends) og tv-serierne The Clone Wars, Rebels og The Mandalorian udvidede mandalorianernes historie med introduktionen af yderligere karakterer og etablerede mandalorianerne ikke som en "fremmed race eller art", men en særskilt ideologi af mennesker, rumvæsner fra Mandalore og nærliggende verdener forenet af en fælles tro med en stoisk, spartansk krigertradition .

## Skabelse og udvikling
I produktionen af Star Wars Episode V: Imperiet slår igen (1980) designede Ralph McQuarrie og Joe Johnston rustning beregnet til at blive båret af soldater beskrevet som superkommandoer fra Mandalore-systemet, bevæbnet med våben indbygget i hvide dragter og kendt for at kæmpe mod Jedi .    Oprindeligt blev soldaterne kaldt Super Troopers og var beregnet til at ligne hinanden.  Gruppen udviklede sig til sidst til en enkelt dusørjægerfigur, Boba Fett, og kostumet blev omarbejdet, men det beholdt elementer som håndledslasere, raketpile, en jetpack og en raket.  

## Optrædener

### Film
Mandalorianerne fik deres live-action filmiske debut i Imperiet slår igen (1980), med dusørjægeren Boba Fett, en understøttende antagonist . Karakteren har tidligere optrådt i tv-specialen Star Wars Holiday Special (1978) og vendte tilbage i Star Wars Episode Vi: Jedi-ridderen vender tilbage (1983) og prequel-filmen Star Wars Episode II: Klonernes angreb (2002), hvor filmen viste Boba som en klon, opdraget af hans genetiske skabelon, Jango Fett til at være hans søn. Jango er også dusørjæger, der ikke udtrykkeligt er identificeret som en Mandalorian i filmen, men iført Mandaloriansk udrustning, som går videre til Boba Fett. I The Mandalorian omtaler Boba sin far som et Mandalorian hittebarn.

### TV-serier

#### Mandalorianeren
På et tidspunkt under den galaktiske borgerkrig, mellem begivenhederne i Rebels (år 5 BBY til år 1 BBY) og Jedi-ridderen vender tilbage (år 4 ABY), vendte Imperiet tilbage til Mandalore og udrensede det Mandalorianske folk der, og efterlod kun nogle få overlevende klaner og stjal store mængder af det ædle Beskar metal, som ingen blaster eller lyssværd kan trænge igennem; denne begivenhed blev kendt som "Den Store Udrensning" blandt mandalorianere.  The Mandalorian følger Din Djarins bedrifter, alias Mandalorianeren eller blot "Mando", en dusørjæger, der ikke oprindeligt kommer fra Mandalore. Han blev forældreløs på en anden planet under Klonkrigene (fra år 22 BBY til år 19 BBY), da separatistiske kampdroider dræbte hans forældre. Djarin blev reddet af en Mandaloriansk klan kaldet "Stammen", blev Djarin adopteret som Hittebarn og opdraget med deres trosbekendelse ("Mandalores Levned", eller blot "Levned").   Det Yoda-lignende lille barn, som han adopterer, Grogu alias Barnet, betragtes også som et hittebarn, men Djarin beslutter sig for at genforene det med jedierne efter at have opdaget, at det er kraftfølsomt.